# Église Saint-François-d'Assise de Nantes
L'église Saint-François-d'Assise de Nantes est située à Nantes dans le département de Loire-Atlantique en France.
Elle est située au nord de la ville, dans le quartier Nantes Nord, rue de la Bourgeonnière. Elle appartient à la paroisse Sainte-Catherine-du-Petit-Port.

## Histoire
L'évêché décide de la création d'une nouvelle chapelle dans le quartier le 29 décembre 1952. Au cours du projet, il est finalement décidé d'acheter un terrain beaucoup plus grand. Les travaux commencent à la fin de 1955 avec le creusement des fondations. La « première pierre » officielle est posée bien plus tard au cours des travaux, le 6 octobre 1956, par Monseigneur Villepet l'évêque de Nantes.  L'église est construite dans un style moderne, sous la direction de M. Liberge, fils de l'architecte nantais Yves Liberge, qui avait réalisé l'église Notre-Dame-de-Lourdes. Des célébrations ont lieu dès l'été 1957 avant la fin des travaux, et l'inauguration officielle se déroule le 2 février 1958.

## Curés
- Jean Poulain - 1953-1956
- Raoul Boutet - 1956-1978
- De Buyer - 1978-1982
- Paul Moreau - 1982-1989
- Jacques Joret - 1989-1995
- François-Xavier Romefort - 1995